# Herderplatz (Weimar)

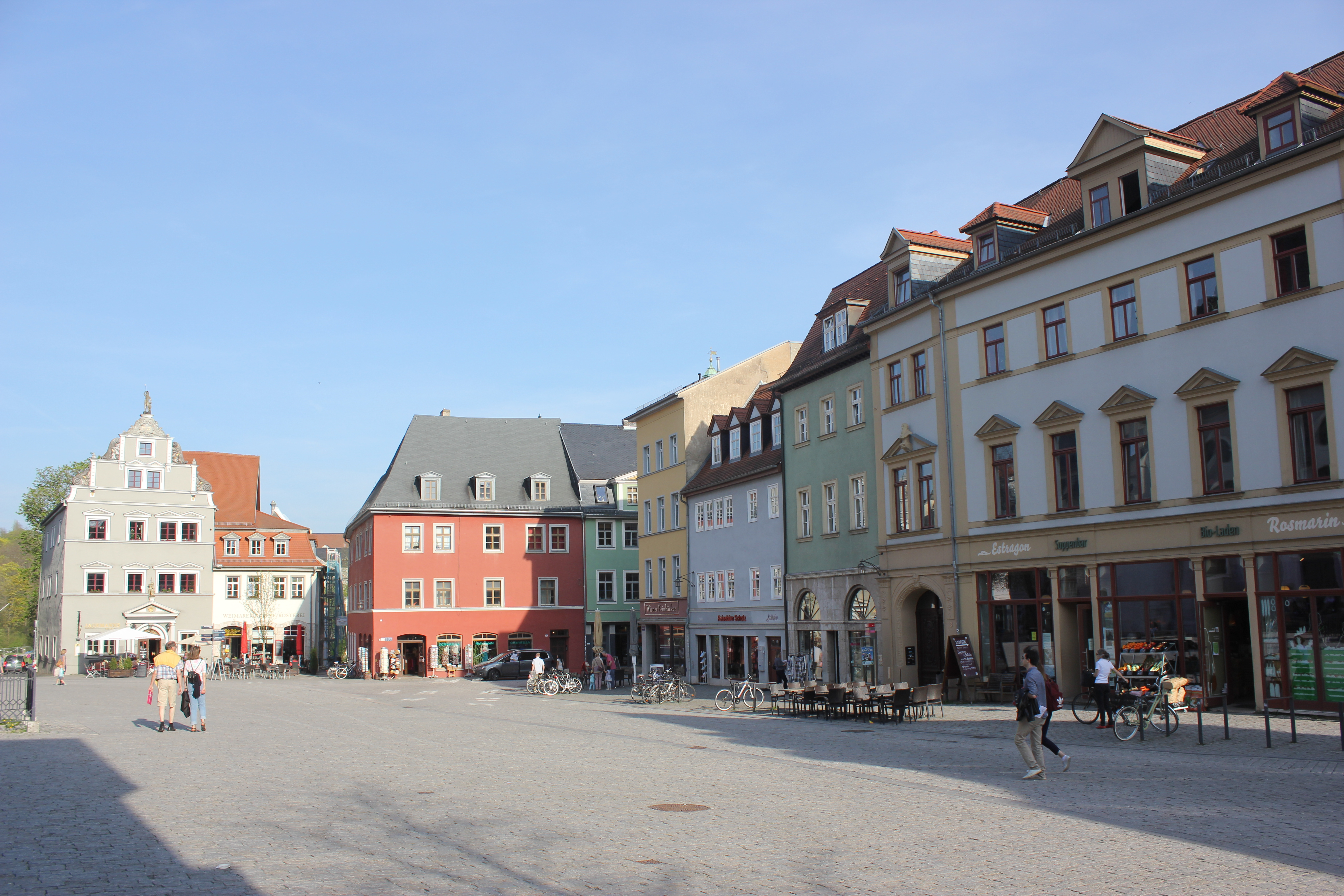
Herderplatz in Weimar

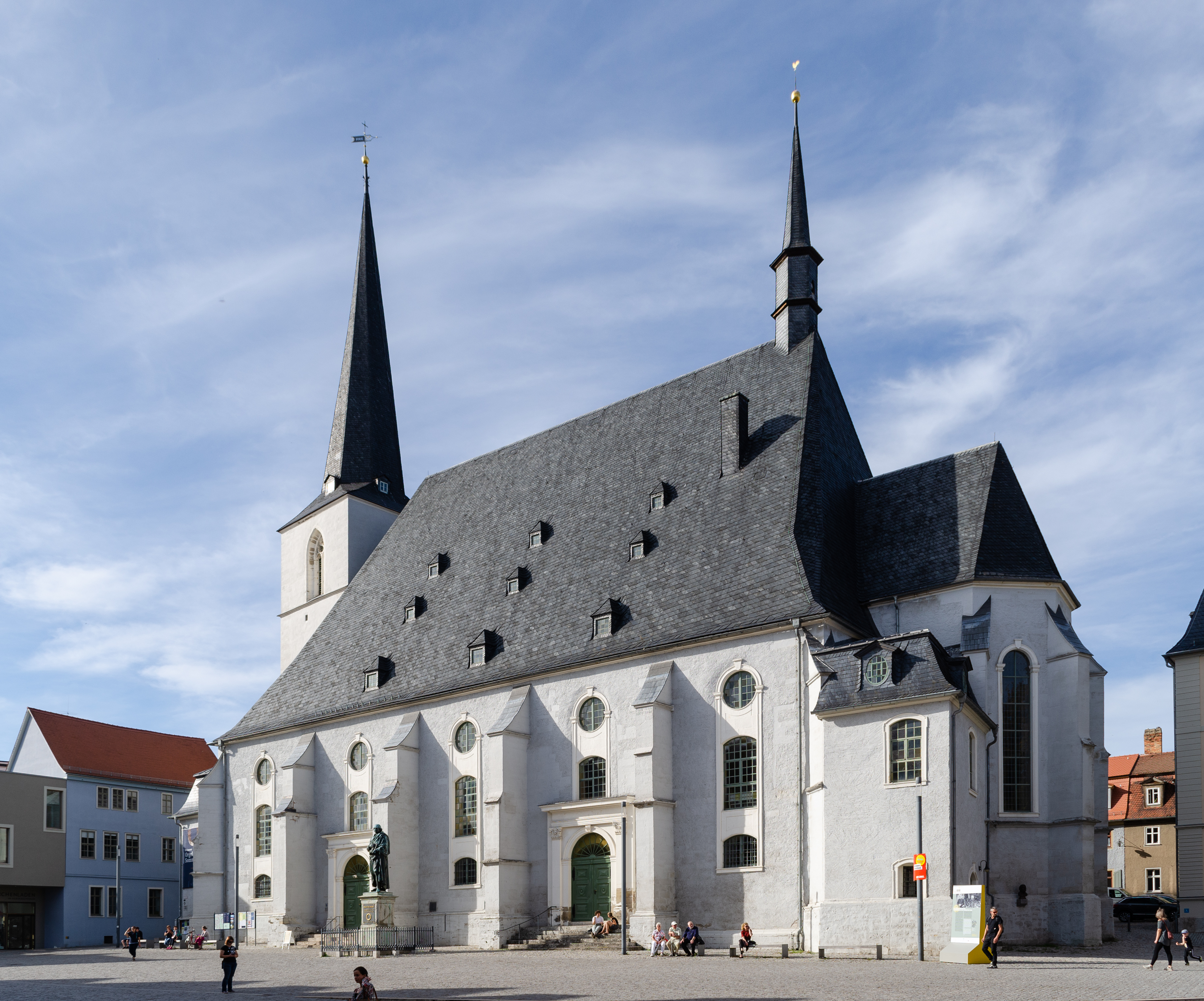
Herderkirche und das davor befindliche Herderdenkmal

Der nach Johann Gottfried Herder benannte Herderplatz ist ein Platz in der Altstadt von Weimar. Dominiert wird der Platz von der Stadtkirche St. Peter und Paul (Herderkirche), die sich im nördlichen Bereich auf dem Platz befindet und dem östlich davon gelegenen Wilhelm-Ernst-Gymnasium Weimar.

## Lage
Die einstige zentrale Lage des Platzes bezeugen gleich sechs Straßen, die mit dem Herderplatz, der früher Kornmarkt, Dietrichsplatz, Holzmarkt bzw. Töpfenplatz oder Töpferplatz hieß, verbunden sind. Der älteste Name des Platzes war laut Hannelore Henze Vor dem Kerkhofe (Kirchhof). Dies sind die Kaufstraße, die Rittergasse, die Mostgasse, die Vorwerksgasse, die Jakobstraße und das Eisfeld. Die Jakobsvorstadt war einst nur über die Jakobstraße mit diesem Platz verbunden. Dazu musste das mittelalterliche Jakobstor passiert werden das zu Stadtbefestigung gehörte.

## Beschreibung

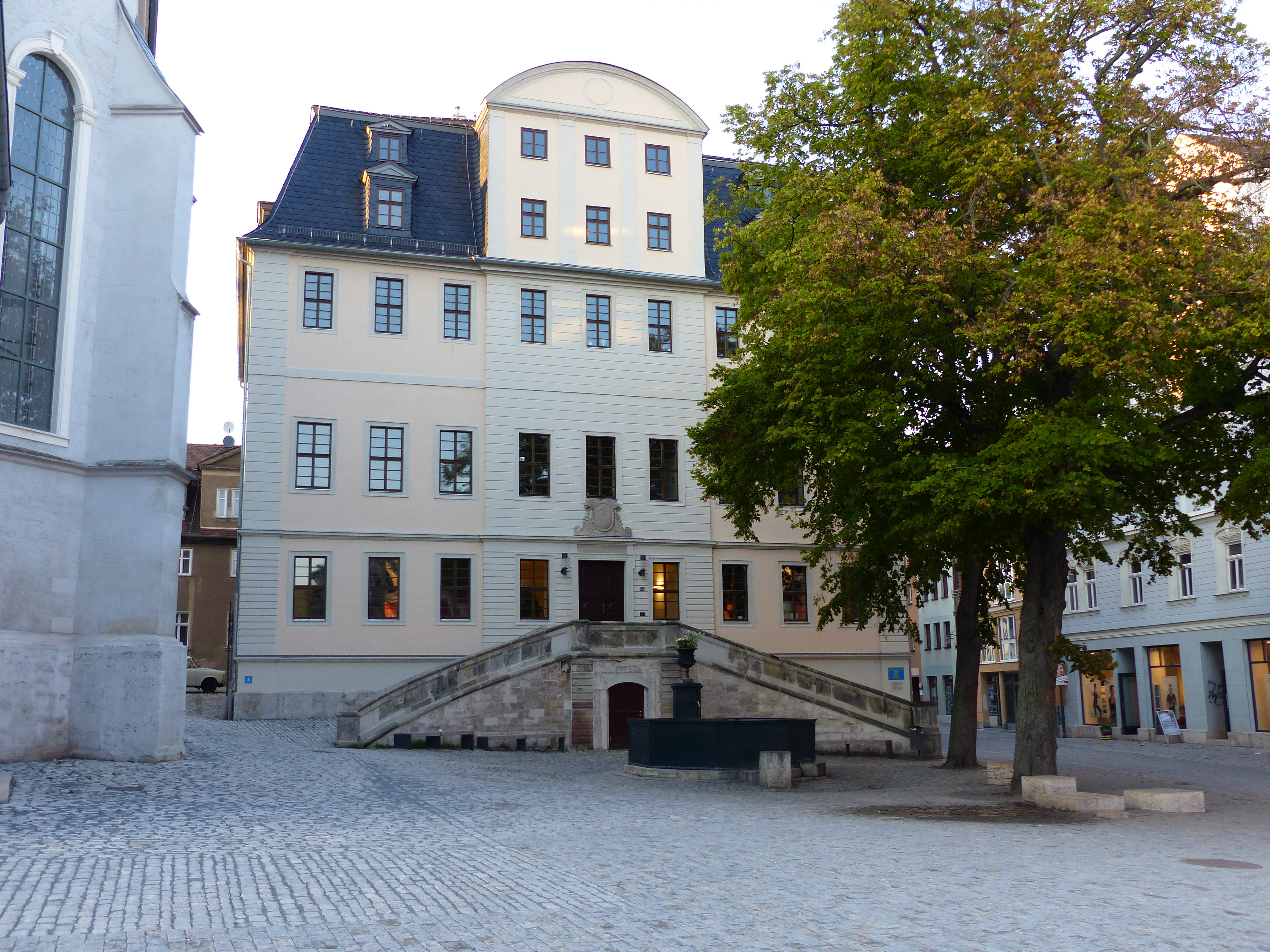
Wilhelm-Ernst-Gymnasium

Der gesamte von Wohn- und Geschäftshäusern, Cafés und Restaurants umsäumte Herderplatz steht als Gesamtanlage auf der Liste der Kulturdenkmale in Weimar. Außer den bereits genannten Denkmalen befinden sich auf dem Herderplatz noch Herders Wohnhaus, vor dem Wilhelm-Ernst-Gymnasium der gusseiserne Herderbrunnen von 1832, entworfen von Clemens Wenzeslaus Coudray, der Sächsische Hof am Eisfeld, in welchem Goethe seinen ersten Wohnsitz in Weimar hatte und das Deutschritterhaus, worin Karoline Jagemann wohnte. Das Kopfsteinpflaster besteht aus Muschelkalk. Am Herderplatz 9 hat die Volkshochschule Weimar Räumlichkeiten. 

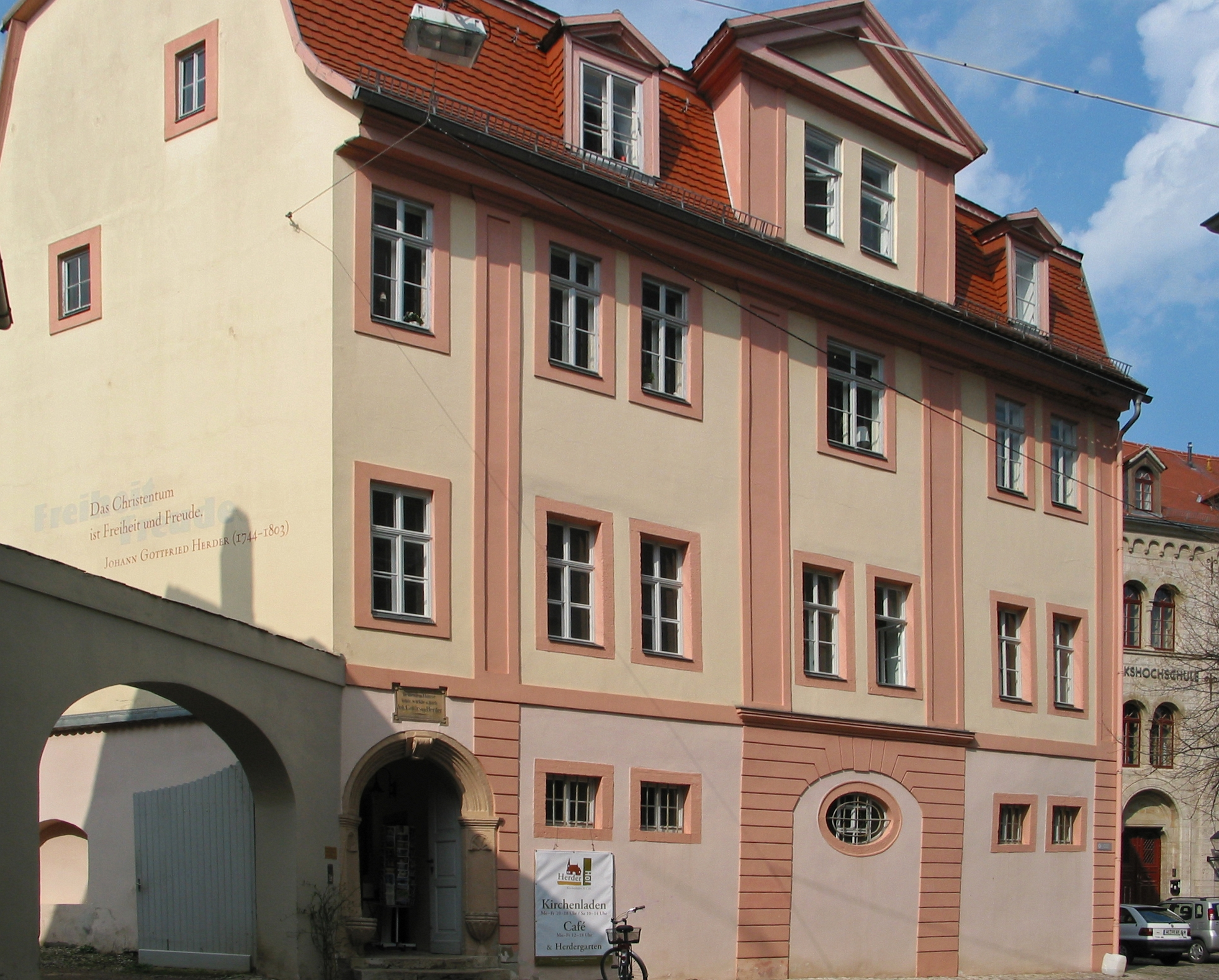
Herders Wohnhaus

Unweit des Herderbrunnens unter Bäumen wurde 2014 ein Wasserspiel installiert. Dabei wird durch einen kräftigen Tritt auf einem der erhöhten Steine eine Wasserfontäne ausgelöst.

## Geschichte

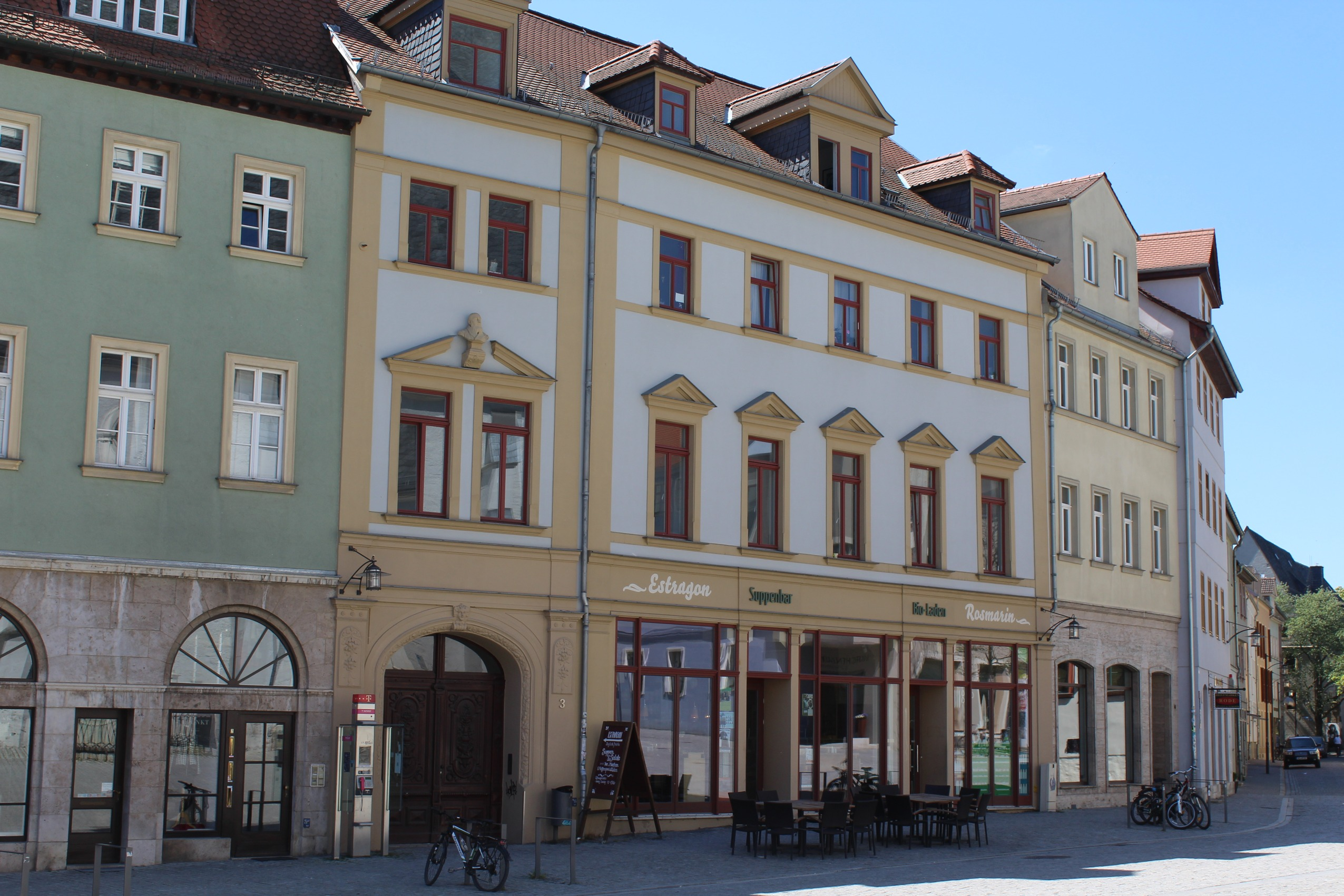
Herderplatz 3

Seinen heutigen Namen bekam der Platz 1850 zugleich mit der Aufstellung des Herderdenkmals. Der Marktplatz ist seit 1250 nachweisbar, bevor um 1300 der heutige Markt im Zuge der südlichen Stadterweiterung an seine Stelle trat. Doch konnte nicht der gesamte Platz als Marktplatz genutzt werden, da ein Teil als Friedhof genutzt wurde bis um 1530, bis der an die Jakobskirche verlegt wurde. Ein Teil seiner Funktionen blieb ihm trotzdem noch lange erhalten. Nördlich und westlich der Stadtkirche erhielt der Deutschritterorden Bauland. Dieser wiederum war Patronatsherr der Stadtkirche, der später sog. Herderkirche. Diese Kirche ist der dritte Kirchenbau an der gleichen Stelle. Das Herderhaus am Herderplatz 9 war Sitz des Superintendenten Herder, ein Bau von 1726/27. Die Superintendentur befindet sich noch immer darin. Das erwähnte Herder-Denkmal schuf 1850 Ludwig Schaller.
Die Luftangriffe auf Weimar zogen auch den Herderplatz in Mitleidenschaft. So wurde u. a. das Dach der Herderkirche total zerstört. Auch das Deutschritterhaus erlitt schwere Schäden. An den Herderplatz stößt auch das Haus Jakobstraße 15, wo der Baumeister des Thüringer Barock Gottfried Heinrich Krohne wohnte, wie eine Gedenktafel auch ausweist.
Weimar hat zudem eine koloniale Vergangenheit. Nicht nur der vom Kolonialkriegerbund gestiftete Kolonialbrunnen zählte dazu, der allerdings nach dem Zweiten Weltkrieg beseitigt wurde. Am Haus Herderplatz 3 befindet sich eine Büste vom Burenpräsidenten Paul Kruger. Im Jahr 1902 hatte der Kaufmann Adolph Winkler diese dort anbringen lassen, der dort ein Hut- und Modegeschäft betrieb. So drückte er seine Bewunderung aus. Heute befindet sich ein Bio-Laden, das „Rosmarin“, darin.